# John H. Tilden
Pour les articles homonymes, voir Tilden.
John H. Tilden, né le 21 janvier 1851 à Van Burenburg, Illinois (USA), décédé le 1er septembre 1940 à Denver, Colorado (USA), est un médecin américain ayant défini le paradigme de la toxémie.

## Biographie
John H. Tilden reçoit une formation médicale à l'Eclectic Medical Institute de Cincinnati (Ohio) et en sort diplômé en 1872. En 1882, il est élu professeur adjoint d'anatomie à l'American Medical College de Saint-Louis (Missouri).
Il exerce d'abord à Nokomis (Illinois), puis à Saint Louis (Missouri) et à Litchfield (Illinois). En 1890, il s'établit à Denver, Colorado.
En 1916 il y ouvre un sanatorium, la Tilden School for Teaching Health, proposant des pratiques médicales alternatives. En 1924, il vend cette institution pour se consacrer à l'enseignement et à l'écriture. Quelque temps plus tard, il inaugure un nouveau sanatorium associé à une école.
Dès ses premières années de pratique dans l'Illinois, John H. Tilden s'interroge sur la pertinence de l'usage des médicaments pour guérir des maladies. Il commence très tôt à formuler et à développer matériellement le paradigme de la toxémie : plutôt que de prescrire des médicaments, il s'attache à débarrasser les organes de ses patients de ce qu'il nomme des "poisons toxiques", étape devant initier une guérison naturelle des corps. Il enseigne à ses patients des méthodes devant leur permettre de vivre sans "créer de condition toxique".
En 1900, il publie un magazine mensuel, The Stuffed Club, rebaptisé The Philosophy of Health en 1915, puis Health Review and Critique en 1926. Les articles traitent de diverses questions ayant trait à la santé : alimentation, exercice, remèdes naturels et prévention des maladies.
Ce dernier magazine cesse de paraitre à sa mort. Il est enterré au Crown Hill Cemetery de Jefferson County (Colorado).

## Publications
- 1895 : Cursed before birth : a few straight tips regarding our social condition[6]
- 1909 : The Etiology of Cholera Infantum, Typhoid Fever, and Appendicitis[7]
- 1909 : Iconoclastic and Constructive Criticisms of the Practice of Medicine[8]
- 1909 : The Etiology of Typhoid Fever[9]
- 1912 : Gonorrhea and Syphilis[10]
- 1912 : Diseases of Women and Easy Childbirth[11]
- 1915 : The Philosophy of Health
- 1916 : Care of Children and Mothers[12]
- 1916 : Food : its Composition, Preparation, Combination, and Effects, with Appendix on Cooking[13]
- 1917 : Impaired Health ; its Cause and Cure[14]
- 1918 : Epilepsy
- 1918 : The Pocket Dietitian[15]
- 1921 : Appendicitis: the Etiology, Hygienic, and Dietetic Treatment[16]
- 1921 : Food: its Influence as a Factor in Disease and Health[17]
- 1921 : Foods And Their Place In Diet
- 1921 : Impaired Health : Its Cause and Cure. Volume I[18]
- 1921 : Impaired Health : Its Cause and Cure. Volume II[19]
- 1926 : Practical Cook Book, Including Suggestions Regarding Proper Food Combinations
- 1926 : Toxemia Explained : The True Interpretation of the Cause of Disease[20]
- 1926 : The Causes Of Enervation
- 1928 : Children: Their Health and Happiness[21]
- 1939 : Constipation, a New Reading on the Subject
- La Toxémie expliquée, 1927 (sur Wikisource)